# Campionati del mondo allievi di atletica leggera 2013

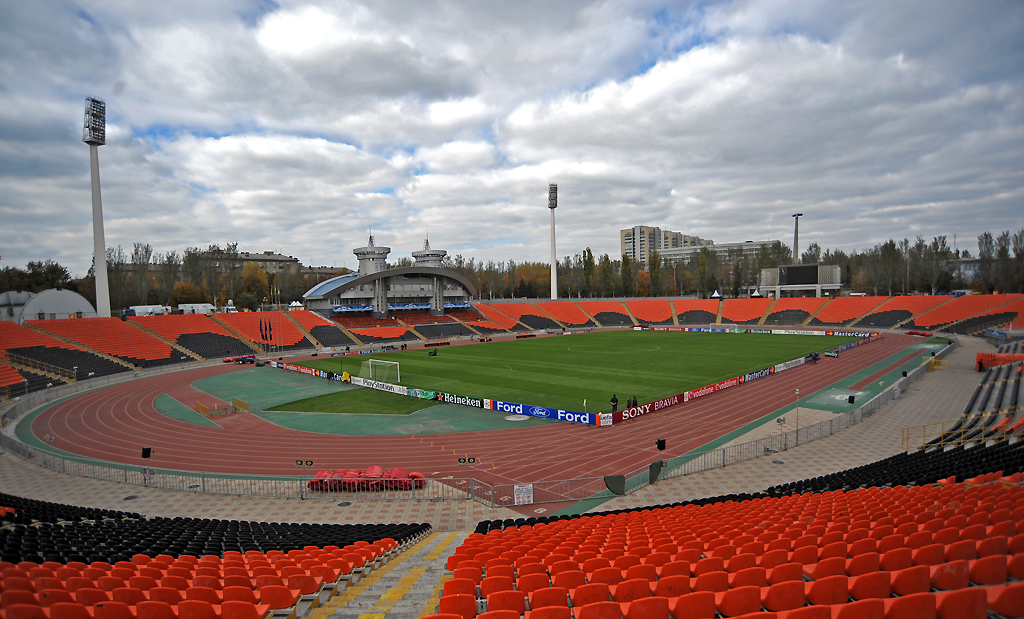
L'RSC Olimpiyskyi Stadium, sede dei campionati.

I campionati del mondo allievi di atletica leggera 2013 (formalmente 8th IAAF World Youth Championships) si sono svolti a Donec'k, in Ucraina, dal 10 al 14 luglio 2013.
Le gare dell'ottava edizione della manifestazione sportiva organizzata ogni due anni dalla Federazione Internazionale di atletica leggera e dedicata alla categoria allievi hanno avuto luogo presso l'RSC Olimpiyskyi Stadium, mentre come campo d'allenamento è stata predisposta la Kirovets Arena, ricostruita per l'occasione.
Durante questa edizione sono stati battuti 3 record del mondo di categoria (nei 2000 metri siepi maschili, nella staffetta svedese maschile e nei 100 metri ostacoli femminili) e ben 10 record dei campionati (3 maschili e 7 femminili).

## Criteri di partecipazione

Il citello Ostap, mascotte dei campionati.

La partecipazione era riservata ad atleti di età comprese tra i 16 e i 17 anni al 31 dicembre 2013 – cioè nati negli anni 1996 o 1997 –e che avessero stabilito una prestazione di minimo nella propria specialità, secondo criteri precedentemente fissati dalla Federazione Internazionale e riassunti nella successiva tabella.
| Allievi                 | Allievi             | Specialità             | Allieve                 | Allieve             |
| Misurazione elettronica | Misurazione manuale | Specialità             | Misurazione elettronica | Misurazione manuale |
| ----------------------- | ------------------- | ---------------------- | ----------------------- | ------------------- |
| 11"15                   | 10"9                | 100 m                  | 12"45                   | 12"2                |
| 22"75                   | 22"5                | 200 m                  | 25"55                   | 25"3                |
| 49"95                   | 49"8                | 400 m                  | 57"60                   | 57"2                |
| 1'55"00                 | 1'55"00             | 800 m                  | 2'13"50                 | 2'13"50             |
| 4'01"00                 | 4'01"00             | 1 500 m                | 4'36"00                 | 4'36"00             |
| 8'48"00                 | 8'48"00             | 3 000 m                | 9'53"00                 | 9'53"00             |
| —                       | —                   | 100 m ostacoli         | 14"55 (76,2 cm)         | 14"3 (76,2 cm)      |
| 14"40 (91,4 cm)         | 14"1 (91,4 cm)      | 110 m ostacoli         | —                       | —                   |
| 55"80 (83,8 cm)         | 55"6 (83,8 cm)      | 400 m ostacoli         | 1'02"80                 | 1'02"7              |
| 6'14"00                 | 6'14"00             | 2 000 m siepi          | 7'14"00                 | 7'14"00             |
| —                       | —                   | Marcia 5 000 m         | 25'30"00                | 25'30"00            |
| 48'30"00                | 48'30"00            | Marcia 10 000 m        | —                       | —                   |
| 2,03 m                  | 2,03 m              | Salto in alto          | 1,76 m                  | 1,76 m              |
| 4,55 m                  | 4,55 m              | Salto con l'asta       | 3,70 m                  | 3,70 m              |
| 7,20 m                  | 7,20 m              | Salto in lungo         | 5,90 m                  | 5,90 m              |
| 14,60 m                 | 14,60 m             | Salto triplo           | 12,30 m                 | 12,30 m             |
| 17,70 m (5,000 kg)      | 17,70 m (5,000 kg)  | Getto del peso         | 13,50 m (3,000 kg)      | 13,50 m (3,000 kg)  |
| 53,50 m (1,500 kg)      | 53,50 m (1,500 kg)  | Lancio del disco       | 42,00 m (1,000 kg)      | 42,00 m (1,000 kg)  |
| 63,00 m (5,000 kg)      | 63,00 m (5,000 kg)  | Lancio del martello    | 52,00 m (3,000 kg)      | 52,00 m (3,000 kg)  |
| 63,00 m (700 g)         | 63,00 m (700 g)     | Lancio del giavellotto | 46,00 m (500 g)         | 46,00 m (500 g)     |
| —                       | —                   | Eptathlon              | 4 650 punti             | 4 650 punti         |
| 5 600 punti             | 5 600 punti         | Octathlon              | —                       | —                   |

## Medagliati

### Uomini
| Specialità | Oro                                                                  | Prestazione | Argento                                                          | Prestazione | Bronzo                                                    | Prestazione |
| Corse piane |                                                                      |             |                                                                  |             |                                                           |             |
| 100 m | Mo Youxue                                                            | 10"35       | Ojie Edoburun                                                    | 10"35       | Reynier Mena                                              | 10"37       |
| 200 m | Michael O'Hara                                                       | 20"63       | Vítor Hugo Dos Santos                                            | 20"67       | Reynier Mena                                              | 20"79       |
| 400 m | Martin Manley                                                        | 45"89       | Ryan Clark                                                       | 46"46       | Alexander Lerionka Sampao                                 | 46"78       |
| 800 m | Alfred Kipketer                                                      | 1'48"01     | Konstantin Tolokonnikov                                          | 1'48"29     | Kyle Langford                                             | 1'48"32     |
| 1.500 m | Robert Kiptoo Biwott                                                 | 3'36"77     | Tesfu Tewelde                                                    | 3'42"14     | Titus Kipruto Kibiego                                     | 3'42"97     |
| 3.000 m | Yomif Kejelcha                                                       | 7'53"56     | Vedic Kipkoech                                                   | 7'55"60     | Alexander Mutiso                                          | 7'56"86     |
| 10.000 m marcia | Toshikazu Yamanishi                                                  | 41'53"80    | Maksim Krasnov                                                   | 42'03"10    | Diego García                                              | 42'03"32    |
| Corse a ostacoli |                                                                      |             |                                                                  |             |                                                           |             |
| 110 hs (91,4 cm) | Jaheel Hyde                                                          | 13"13       | Marlon Humphrey                                                  | 13"24       | Lu Yang                                                   | 13"33       |
| 400 hs (84 cm) | Marvin Williams                                                      | 50"39       | Yang Wang                                                        | 50"78       | Kenneth Selmon                                            | 51"30       |
| 2.000 siepi | Meresa Kahsay                                                        | 5'19"99     | Nicholas Kiptonui Bett                                           | 5'20"92     | Justus Kipkorir Lagat                                     | 5'30"00     |
| Salti |                                                                      |             |                                                                  |             |                                                           |             |
| Salto in alto | Sanghyeok Woo                                                        | 2,20 m      | Jiaxu Bai                                                        | 2,18 m      | Christoff Bryan                                           | 2,16 m      |
| Salto con l'asta | Harry Coppell                                                        | 5,25 m      | Bokai Huang                                                      | 5,20 m      | Lev Skorish                                               | 5,10 m      |
| Salto in lungo | Anatoliy Ryapolov                                                    | 7,79 m      | Fang Yaoqing                                                     | 7,53 m      | Isaiah Moore                                              | 7,53 m      |
| Salto triplo | Lázaro Martínez                                                      | 16,63 m     | Yaoqing Fang                                                     | 16,48 m     | Dimitri Antonov                                           | 16,02 m     |
| Lanci |                                                                      |             |                                                                  |             |                                                           |             |
| Getto del peso (5 kg) | Patrick Müller                                                       | 22,02 m     | Henning Prüfer                                                   | 21,94 m     | Mohamed Magdi Hamza                                       | 20,58 m     |
| Lancio del disco (1,5 kg) | Matthew Denny                                                        | 67,54 m     | Henning Prüfer                                                   | 65,62 m     | Yulong Cheng                                              | 62,80 m     |
| Lancio del giavellotto (700 g) | Matija Muhar                                                         | 78,84 m     | Norbert Rivasz-Tóth                                              | 78,27 m     | Pablo Bugallo                                             | 76,63 m     |
| Lancio del martello (5 kg) | Matija Gregurić                                                      | 79,38 m     | Pavel Paliakou                                                   | 79,02 m     | Matthew Denny                                             | 78,67 m     |
| Prove multiple |                                                                      |             |                                                                  |             |                                                           |             |
| Octathlon | Karsten Warholm                                                      | 6451 p.     | Feliks Shestopalov                                               | 6260 p.     | Jan Doležal                                               | 6222 p.     |
| Staffette |                                                                      |             |                                                                  |             |                                                           |             |
| Staffetta svedese | Giamaica Waseem Williams Michael O'Hara Okeen Williams Martin Manley | 1'49"23     | Stati Uniti Jaalen Jones Noah Lyles Taylor McLaughlin Ryan Clark | 1'50"14     | Giappone Daiki Oda Shunto Nagata Kakeru Yamaki Kaisei Yui | 1'50"52     |
| record mondiale; record mondiale stagionale; miglior prestazione mondiale allievi; miglior prestazione mondiale stagionale allievi; record africano; record asiatico; record europeo; record nord-centroamericano e caraibico; record sudamericano; record oceaniano; record dei campionati; record nazionale; record personale; record personale stagionale. |                                                                      |             |                                                                  |             |                                                           |             |

### Donne
| Specialità | Oro                                                           | Prestazione | Argento                                                                      | Prestazione | Bronzo                                                               | Prestazione |
| Corse piane |                                                               |             |                                                                              |             |                                                                      |             |
| 100 m | Ky Westbrook                                                  | 11"33       | Ariana Washington                                                            | 11"40       | Ángela Tenorio                                                       | 11"41       |
| 200 m | Iréne Ekelund                                                 | 22"92       | Ángela Tenorio                                                               | 23"13       | Ariana Washington                                                    | 23"20       |
| 400 m | Sabrina Bakare                                                | 52"77       | Olivia Baker                                                                 | 53"38       | Tiffany James                                                        | 53"56       |
| 800 m | Aníta Hinriksdóttir                                           | 2'01"13     | Dureti Edao                                                                  | 2'03"25     | Raevyn Rogers                                                        | 2'03"32     |
| 1.500 m | Tigist Gashaw                                                 | 4'14"25     | Dawit Seyaum                                                                 | 4'15"51     | Alexa Efraimson                                                      | 4'16"07     |
| 3.000 m | Lilian Kasait Rengeruk                                        | 8'58"74     | Berhan Demiesa                                                               | 9'00"06     | Silenat Yismaw                                                       | 9'01"63     |
| 5.000 m marcia | Olga Shargina                                                 | 22'13"91    | Momoko Mizota                                                                | 22'42"77    | Noemi Stella                                                         | 22'48"95    |
| Corse a ostacoli |                                                               |             |                                                                              |             |                                                                      |             |
| 100 hs (76,2 cm) | Yanique Thompson                                              | 12"94       | Dior Hall                                                                    | 13"01       | Mikiah Brisco                                                        | 13"29       |
| 400 hs | Helene Swanepoel                                              | 58"08       | Tia-Adana Belle                                                              | 58"42       | Lisa-Marie Jacoby                                                    | 58"75       |
| 2.000 siepi | Rosefline Chepngetich                                         | 6'14"60     | Daisy Jepkemei                                                               | 6'15"12     | Weynshet Ansa                                                        | 6'30"05     |
| Salti |                                                               |             |                                                                              |             |                                                                      |             |
| Salto in alto | Eleanor Patterson                                             | 1,88 m      | Erika Furlani                                                                | 1,82 m      | Rhizlane Siba                                                        | 1,79 m      |
| Salto con l'asta | Robeilys Peinado                                              | 4,25 m      | Alena Lutkovskaya                                                            | 4,15 m      | Krista Obižajeva                                                     | 4,05 m      |
| Salto in lungo | Florentina Marincu                                            | 6,42 m      | Keturah Orji                                                                 | 6,39 m      | Natalia Chacinska                                                    | 6,22 m      |
| Salto triplo | Florentina Marincu                                            | 13,75 m     | Wang Rong                                                                    | 13,69 m     | Keturah Orji                                                         | 13,69 m     |
| Lanci |                                                               |             |                                                                              |             |                                                                      |             |
| Getto del peso | Emel Dereli                                                   | 20,14 m     | Alëna Bugakova                                                               | 18,60 m     | Ashlie Blake                                                         | 17,57 m     |
| Lancio del disco | Xie Yuchen                                                    | 56,34 m     | Claudine Vita                                                                | 52,59 m     | Liang Xinyun                                                         | 51,50 m     |
| Lancio del giavellotto | Mackenzie Little                                              | 61,47 m     | Yulenmis Aguilar                                                             | 59,94 m     | Anete Kocina                                                         | 54,26 m     |
| Lancio del martello (3 kg) | Réka Gyurátz                                                  | 73,20 m     | Helga Völgyi                                                                 | 71,95 m     | Valeriia Semenkova                                                   | 68,62 m     |
| Prove multiple |                                                               |             |                                                                              |             |                                                                      |             |
| Eptathlon | Celina Leffler                                                | 5747 p.     | Emma Stenlöf                                                                 | 5590 p.     | Louisa Grauvogel                                                     | 5581 p.     |
| Staffette |                                                               |             |                                                                              |             |                                                                      |             |
| Staffetta svedese | Stati Uniti Dior Hall Ky Westbrook Raevyn Rogers Olivia Baker | 2'05"15     | Isole Vergini Britanniche Taylor Hill Nelda Huggins Jonel Lacey Tarika Moses | 2'07"40     | Giappone Mizuki Nakamura Nana Fujimori Seika Aoyama Nanako Matsumoto | 2'07"61     |
| record mondiale; record mondiale stagionale; miglior prestazione mondiale allievi; miglior prestazione mondiale stagionale allievi; record africano; record asiatico; record europeo; record nord-centroamericano e caraibico; record sudamericano; record oceaniano; record dei campionati; record nazionale; record personale; record personale stagionale. |                                                               |             |                                                                              |             |                                                                      |             |

## Medagliere
| Posizione | Paese                     | Oro | Argento | Bronzo | Totale |
| --------- | ------------------------- | --- | ------- | ------ | ------ |
| 1         | Giamaica                  | 6   | 0       | 2      | 8      |
| 2         | Kenya                     | 4   | 3       | 4      | 11     |
| 3         | Etiopia                   | 3   | 3       | 2      | 8      |
| 4         | Australia                 | 3   | 0       | 1      | 4      |
| 5         | Stati Uniti               | 2   | 7       | 8      | 17     |
| 6         | Cina                      | 2   | 6       | 3      | 11     |
| 7         | Russia                    | 2   | 5       | 0      | 7      |
| 8         | Germania                  | 2   | 3       | 3      | 8      |
| 9         | Regno Unito               | 2   | 1       | 1      | 4      |
| 10        | Romania                   | 2   | 0       | 0      | 2      |
| 11        | Ungheria                  | 1   | 2       | 0      | 3      |
| 12        | Cuba                      | 1   | 1       | 2      | 4      |
| 12        | Giappone                  | 1   | 1       | 2      | 4      |
| 14        | Svezia                    | 1   | 1       | 0      | 2      |
| 15        | Sudafrica                 | 1   | 0       | 1      | 2      |
| 16        | Croazia                   | 1   | 0       | 0      | 1      |
| 16        | Islanda                   | 1   | 0       | 0      | 1      |
| 16        | Corea del Sud             | 1   | 0       | 0      | 1      |
| 16        | Norvegia                  | 1   | 0       | 0      | 1      |
| 16        | Slovenia                  | 1   | 0       | 0      | 1      |
| 16        | Turchia                   | 1   | 0       | 0      | 1      |
| 16        | Venezuela                 | 1   | 0       | 0      | 1      |
| 23        | Ecuador                   | 0   | 1       | 1      | 2      |
| 23        | Italia                    | 0   | 1       | 1      | 2      |
| 25        | Barbados                  | 0   | 1       | 0      | 1      |
| 25        | Belgio                    | 0   | 1       | 0      | 1      |
| 25        | Brasile                   | 0   | 1       | 0      | 1      |
| 25        | Eritrea                   | 0   | 1       | 0      | 1      |
| 25        | Isole Vergini Britanniche | 0   | 1       | 0      | 1      |
| 30        | Spagna                    | 0   | 0       | 2      | 2      |
| 30        | Lettonia                  | 0   | 0       | 2      | 2      |
| 32        | Rep. Ceca                 | 0   | 0       | 1      | 1      |
| 32        | Egitto                    | 0   | 0       | 1      | 1      |
| 32        | Israele                   | 0   | 0       | 1      | 1      |
| 32        | Marocco                   | 0   | 0       | 1      | 1      |
| 32        | Polonia                   | 0   | 0       | 1      | 1      |
| 32        | Ucraina                   | 0   | 0       | 1      | 1      |
| Totale    | Totale                    | 40  | 40      | 40     | 120    |